# Museo della seconda guerra mondiale del fiume Po
Il Museo della seconda guerra mondiale del fiume Po di Felonica in provincia di Mantova è un museo civico inserito nel Sistema museale mantovano e riconosciuto dalla Regione Lombardia.
Il museo è un centro della memoria degli eventi bellici che si susseguirono nei territori lungo il grande fiume nel corso della seconda guerra mondiale.
Dal 22 aprile 2023 il museo ospita una sezione dedicata ad aeroplani precipitati durante il periodo bellico 1943 - 45 in Emilia Romagna e Polesine con interessanti reperti e storie correlate.
Il paese di Felonica rivestì un ruolo assai importante durante il passaggio del fronte nell'aprile 1945 nell'ambito dell'offensiva di primavera degli Alleati, trovandosi in posizione centrale rispetto all'attraversamento del grande fiume da parte dei tedeschi in ripiegamento e, per quel che riguarda l'arrivo anglo-americano al fiume, l'area coincise con il settore di collegamento tra la 5ª Armata statunitense e l'8ª Armata britannica.